# مهرجان الجزائر الدولي للسينما 2019
مهرجان الجزائر الدولي للسينما 2019 وشارك فيه 30 فيلم من مختلف دول العالم حيث تطرقت الافلام مواضيع في اطار بورتريهات لمناضلين ومعارك من اجل العدالة ومآسي أخرى لمهاجرين افارقة من جنوب الصحراء

## الأفلام المشاركة

### الروائي
1. مناظر خريف للمخرج مرزاق علواش [2]
2. «رحمة الأدغال» من رواندا
3. «ديسيرانس» من بوركينافاسو
4. «كارما» بطولة عمرو سعد

### الوثائقي
1. «143 طريق الصحراء» للمخرج حسان فرحاني
2. على خطى ماماني عبدوالاي من النيجر

### الخيالي
1. «فتوى» للتونسي محمود بن محمود
2. «يولي» للاسبانية اسيار بولان
3. فيلم الرسوم المتحركة «وردي» اخرجه النرويجي ماتس غروريد.

## لجنة التحكيم

### الروائي
- بيارهنريديلو
- أندري ڤازو
- كمال مكسار
- صافي بوتله
- يمينة بشير شويخ

### الوثائقي
- عصمان وليام مباي
- جورج دوبون
- ميشال كوليري
- الحاج بن صالح

## الجوائز
- «وردي» المستوحى من يوميات اللاجئين الفلسطينيين في المخيمات اللبنانية والذي اخرجه النرويجي ماتس غروريد اما [3]

- الجائزة الكبرى : «مقابل مكة» للسويسري جون ايريك ماك فقد تحصل على هذه الفئة.

- جائزة الجمهور:

1. «صيف مغدور» لمناد امبارك
2. «سترة» لعبد اله عقون

## وصلة خارجية
- مهرجان الجزائر الدولي للسينما 2019